# Dade City
Dade City är en stad (city) i Pasco County, i delstaten Florida, USA. Enligt United States Census Bureau har staden en folkmängd på 6 461 invånare (2011) och en landarea på 15,3 km². Dade City är huvudort i Pasco County.

## Kända personer från Dade City
- Dallas Eakins, ishockeytränare